# Lidová fronta (Francie)
Jako Lidová fronta se nazývá nejprve sdružení a posléze i vládní koalice francouzské levice ve 30. letech 20. století. Z politických stran sdružovala Francouzskou sekci dělnické internacionály, Radikálně socialistickou stranu, Komunistickou stranu - sekci Třetí internacionály (nevstoupila do vlády) a další menší subjekty. Z občanských hnutí například Ligu lidských práv nebo Hnutí proti válce a fašismu. Lidová fronta vyšla vítězně z voleb do Národního shromáždění Francouzské republiky v roce 1936.